# Bieg Westerplatte

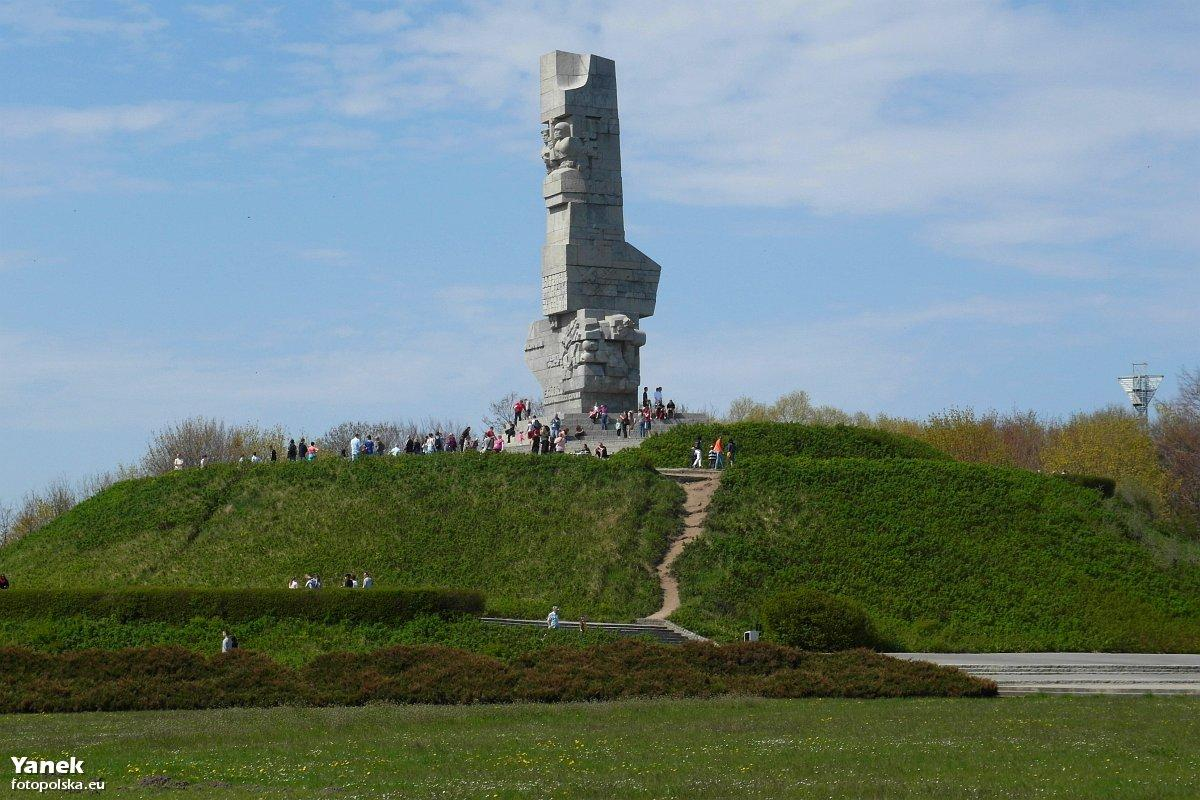
Westerplatte, miejsce startu biegu

Bieg Westerplatte – najstarsza w Polsce impreza biegowa, rozgrywana w Gdańsku od 1962 na dystansie 10 km.
Międzynarodowy Bieg Westerplatte odbywa się na trasie Westerplatte-Główne Miasto.

## Historia
Bieg Westerplatte jest najstarszą imprezą biegową w Polsce, zainicjowaną w 1962 przez dziennikarza sportowego Radia Gdańsk, Jerzego Geberta. Rozgrywany corocznie we wrześniu, ma na celu uczczenie pamięci wydarzeń Września 1939. Organizatorami są od początku Radio Gdańsk oraz MOSiR Gdańsk. Od początku odbyło się przeszło 50 edycji biegu, który do 2007 nosił nazwę Międzynarodowego Biegu Ulicznego Szlakiem Obrońców Wybrzeża '39. Ma charakter masowy i popularny, w 2013 wystartowało przeszło 3000 biegaczy.

## Postacie
W zawodach startowali m.in.:
- Radosław Dudycz – maratończyk,
- Adam Korol – olimpijczyk.